# Kanton Molsheim
Molsheim is een kanton van het Franse departement Bas-Rhin. Het kanton maakt deel uit van het arrondissement Molsheim, behalve de gemeente Innenheim, die onder het aangrenzende arrondissement Sélestat-Erstein valt.

## Geschiedenis
Op 22 maart 2015 werden de gemeenten Dinsheim-sur-Bruche, Gresswiller, Heiligenberg, Lutzelhouse, Muhlbach-sur-Bruche, Mutzig, Niederhaslach, Oberhaslach, Still en Urmatt losgemaakt van het kanton Molsheim en deel van het nieuw gevormde kanton Mutzig.
De kantons Rosheim en Wasselonne werden op diezelfde dag opheven. Alle gemeentes van het kanton Rosheim en de gemeenten Bergbieten, Dahlenheim, Dangolsheim, Flexbourg, Kirchheim, Marlenheim, Nordheim, Odratzheim, Scharrachbergheim-Irmstett en Wangen van het kanton Wasselonne werden opgenomen in het kanton Molsheim.
De gemeenten Innenheim, dat hiervoor bij het kanton Obernai in het arrondissement Sélestat-Erstein hoorde, Duppigheim, dat hiervoor bij het kanton Geispolsheim in arrondissement Strasbourg-Campagne hoorde. Het arrondissement Strasbourg-Campagne werd opgeheven en Duppigheim werd ook naar het arrondissement Molsheim overgeheveld maar arrondissement Sélestat-Erstein bleef bestaan waardoor Innenheim de enige gemeente is van het kanton Molsheim werd die  in een ander arrondissement ligt.

## Gemeenten
Het kanton Molsheim omvat de volgende gemeenten:
- Altorf
- Avolsheim
- Bergbieten
- Bischoffsheim
- Bœrsch
- Dachstein
- Dahlenheim
- Dangolsheim
- Dorlisheim
- Duppigheim
- Duttlenheim
- Ergersheim
- Ernolsheim-Bruche
- Flexbourg
- Grendelbruch
- Griesheim-près-Molsheim
- Innenheim
- Kirchheim
- Marlenheim
- Mollkirch
- Molsheim
- Nordheim
- Odratzheim
- Ottrott
- Rosenwiller
- Rosheim
- Scharrachbergheim-Irmstett
- Saint-Nabor
- Soultz-les-Bains
- Wangen
- Wolxheim